# Eugenio Carreón Díaz
Eugenio Carreón Díaz (Aguascalientes, Aguascalientes, 6 de septiembre de 1907 - ibíd., 1 de julio de 2001) fue un baloncestista mexicano, uno de los integrantes del equipo de basquetbol de los Hermanos Carreón que coronaron el campeonato nacional mexicano de primera fuerza de basquetbol en 1931. En Aguascalientes es recordado por su valor humano y sus logros docentes, políticos y deportivos.
Pionero del Basquetbol en Aguascalientes. Primer Profesor de educación Física en el estado de Aguascalientes. Formó parte del equipo de la selección de basquetbol de Aguascalientes que ganó el primer torneo de carácter Nacional en 1931. Ocupó diversos cargos públicos relacionados con el deporte; durante su participación como Director del departamento de educación física del estado participó en la creación en 1946 del honorable colegio de árbitros estatales en basquetbol y béisbol. Primer Profesor de Educación Física de Aguascalientes que le otorga la medalla Altamirano. Se destacó como deportista, como maestro y como funcionario. Como homenaje a su participación e impulso al deporte, existen varias placas conmemorativas en distintos puntos de la ciudad, tanto de los hermanos Carreón como del propio Eugenio Carreón. Además a la cancha estatal de basquetbol de Aguascalientes se le ha puesto el nombre Hermanos Carreón.

## Primeros años
Creció en el seno de una familia modesta. Su madre Adela Díaz Echeverría y su padre Atanasio Carreón Rada, siendo el cuarto hijo de diez. Crecieron bajo el cuidado de su madre quien les supo inculcar valores,  siendo su padre sastre influyo para que los hermanos mayores se dedicaran a este oficio. Ignacio, el mayor, instaló una sastrería y fue ahí donde aprendieron sus hermanos menores, Eugenio, Arturo y Rodolfo otros se dedicaron a la pintura el caso de Roberto y otros al comercio como fue el caso de Luis y Gustavo, Primitivo aprendió el oficio de peluquero y abrió una nevería y peluquería en la av. Juárez. Tuvieron dos hermanas María Soledad que era la mayor y Ema, esta última formó el primer equipo femenil de basquetbol de Aguascalientes
Por cuestión de los ideales de su padre a favor de la revolución, tuvieron que emigrar a Guadalajara ya que la vida de su padre corría peligro, al regresar a Aguascalientes hacen prisionero a su padre Atanasio Carreón por manifestar ser partidario de don Francisco I. Madero, por lo que es sentenciado a muerte. Entonces su madre llevó a sus hijos a pedirle al general Francisco Villa lo perdonara, las lágrimas y la presencia de los niños lo conmovió y lo dejó en libertad.
Se casó en 1942 con María concepción de la Torre Rodríguez, y tuvieron 8 hijos: Alfonso, Armando, María Eugenia, Rafael, Alejandro, Silvia, Miguel y Jorge. Fue un esposo amoroso y con sus hijos un ejemplo, como él decía “a mis hijos jamás les di un consejo, a ellos les di siempre un buen ejemplo”.

## Vida Deportiva
Estudió para sastre cortador y abrió su taller el Av. Juárez N0 25. Destacando en este oficio y teniendo como clientes a muchas de las personalidades de su estado. 
Eugenio influido por su hermano mayor Ignacio se dedicó a diferentes disciplinas deportivas, fue portero de la selección de fútbol de Aguascalientes, campeón en Natación, Ciclismo, atletismo 800 metros y maratón. Fue después de una campal en un partido de fútbol en el que tomo la determinación de retirase de dicho deporte y dedicarse con mayor interés al básquetbol y durante varios años los hermanos formaban un equipo y ganaron varios torneos.

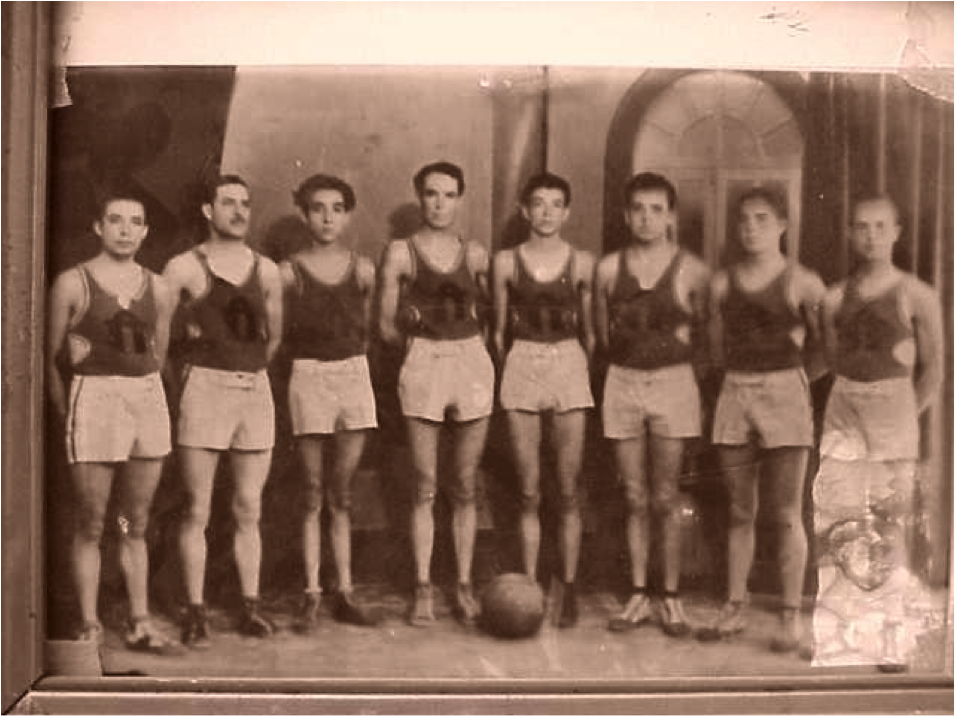
Selección de Aguascalientes conformada por lo ocho hermanos Carreón de izquierda a derecha; Luis, Ignacio, Gustavo, Roberto, Rodolfo, Arturo, Primitivo y Eugenio

Por motivos de trabajo algún tiempo radico en Fresnillo Zac. En donde también practicó el básquetbol siendo seleccionado representó a este municipio en el torneo estatal quedando campeones.

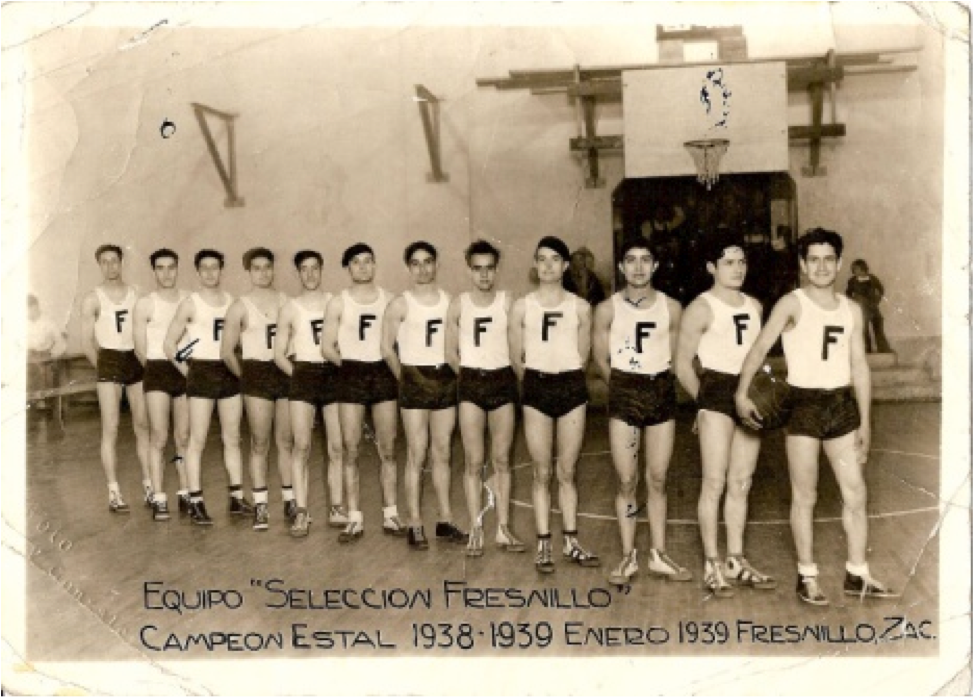
El Prof. Eugenio Carreón es el cuarto
De derecha a izquierda

El origen del primer equipo de Básquet en Aguascalientes, surgió en la sastrería de Ignacio Carreón que estaba ubicada en la esquina Centenario hoy Juan de Montoro y Morelos cuya razón social era “Sastrería Carreón” en el año de 1921. En la cual un cliente el Sr. Ávila dueño de la tienda la Nueva York comentó que él acababa de regresar de Estados Unidos y que había un juego llamado básquetbol y traía las reglas de este juego y un balón. Ignacio Carreón entusiasmado colocó una cesta siendo la primera cancha de básquetbol en Aguascalientes y posteriormente formó el primer equipo junto a sus hermanos. 

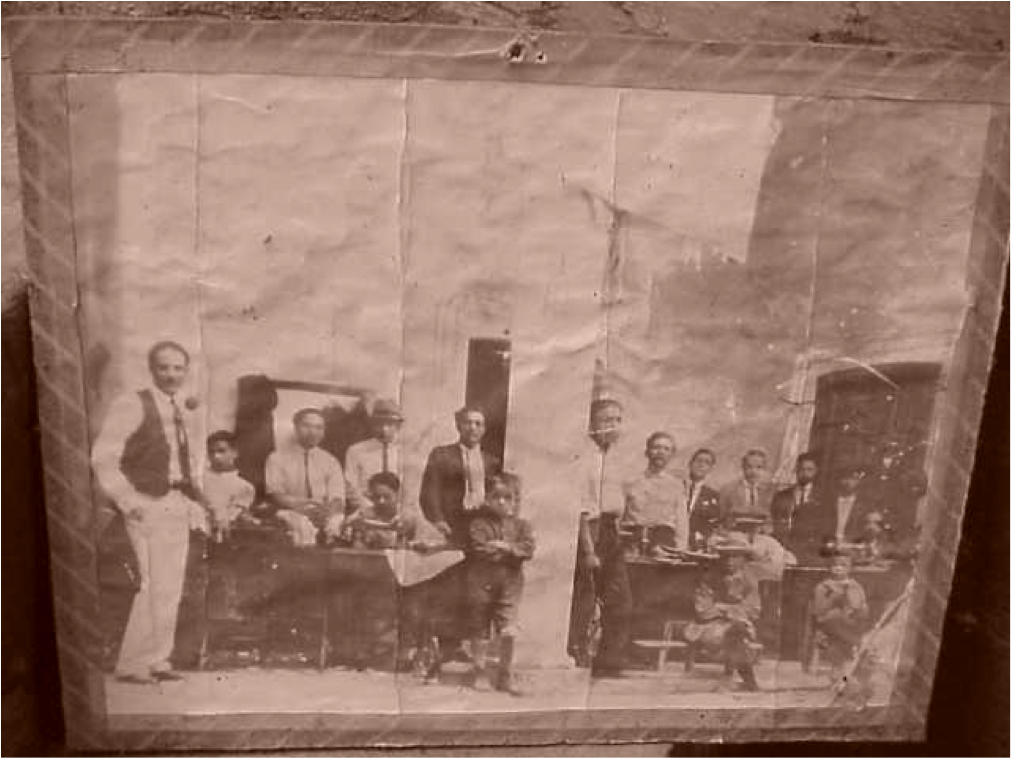
Sastrería de Ignacio Carreón ubicada en Juan de Montoro. En el pilar esta el tablero y el aro del Basquetbol

Antes de 1931 no había campeonatos nacionales solo torneos en que participaban el Distrito Federal, Veracruz, Chihuahua, Puebla. En 1931 a iniciativa de Ignacio Carreón, realiza el primer campeonato Nacional con participación de estados que no eran invitados a esos torneos de los equipos antes citados, este torneo se llevó a cabo en la cancha Juárez y Aguascalientes resultó campeón iniciándose en esta forma los campeonatos nacionales. En este equipo que representó a Aguascalientes lo formaban 4 hermanos Ignacio Carreón capitán y entrenador, Arturo Carreón, Primitivo Carreón, Eugenio Carreón, Esteban Nava, Pepe Zapata, Arnulfo Arias, Arturo López Portillo, Roberto Cuadreau. 

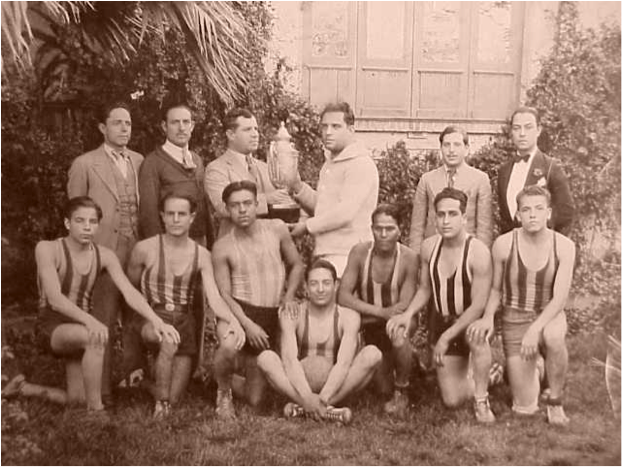
Entregando el trofeo al C Gobernador del Estado de Aguascalientes Rafael Quevedo Moran como campeones Nacionales 1931

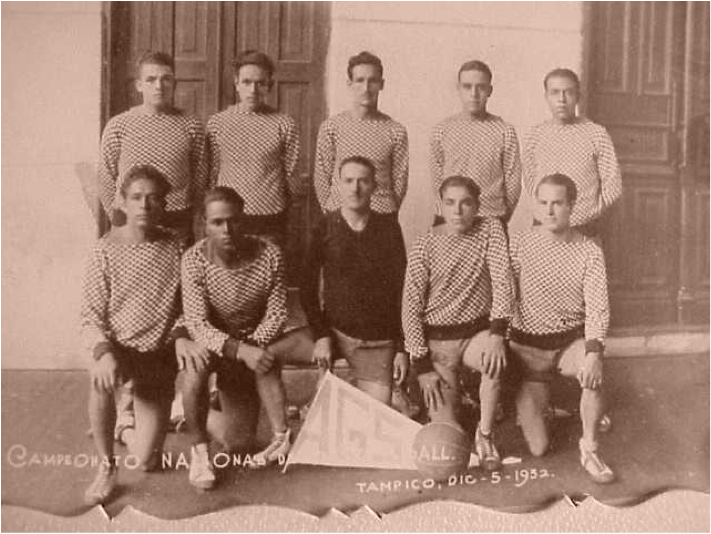
Selección Aguascalientes 1932

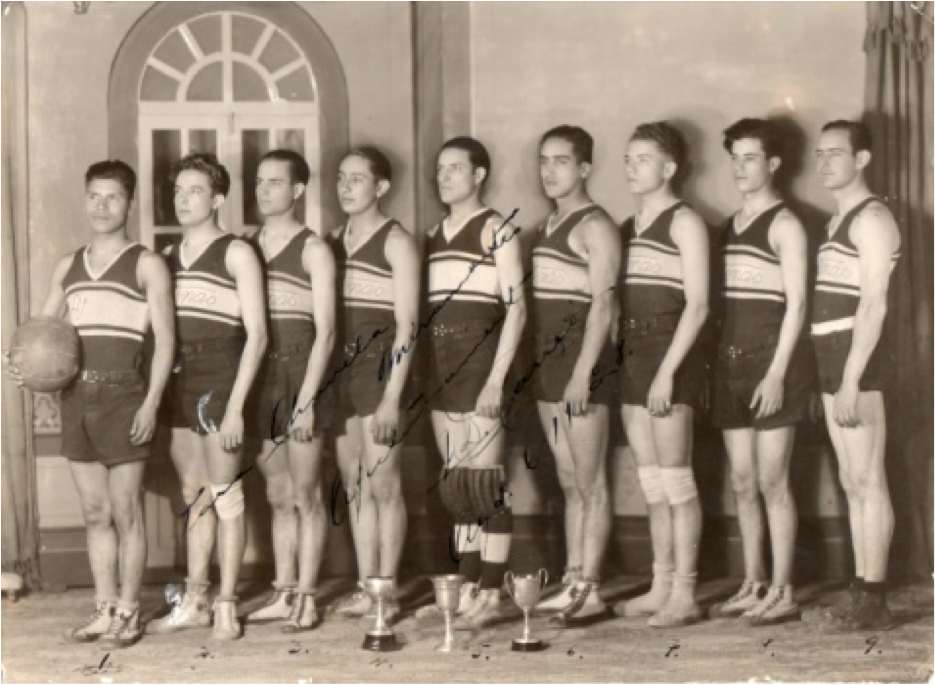
Equipo Atenas 1928 que logró ganar algunos campeonatos estatales

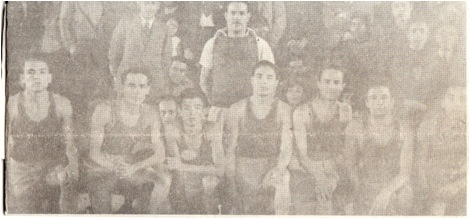
Los hermanos Carreón en el primer torneo estatal de basquetbol en la cancha del cine Ideal celebrado en Aguascalientes. De izquierda a derecha Arturo, Roberto, Rodolfo, Primitivo, Eugenio, Luis, Gustavo de pie Ignacio entrenador

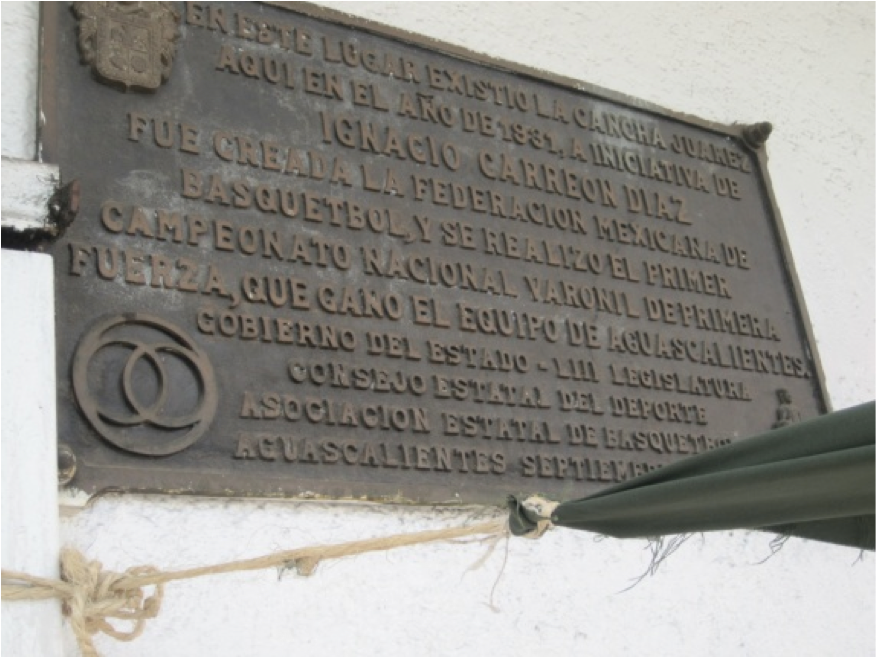
Placa que recuerda que a iniciativa de Ignacio Carreón fue creado la Federación de Mexicana de Basquetbol y el primer campeonato Nacional que fue ganado por Aguascalientes

## Docencia
Con relación a su participación como profesor señalaremos que en 1929 es invitado a dar clases de educación física en escuelas primarias por el Prof. Hilario Rubalcaba Director de Educación Pública del estado de Aguascalientes. Impartiendo la clase en las escuelas primarias Rivero y Gutiérrez, Federal Tipo, José María Chávez y Melquiades Moreno, siendo el primer maestro de educación física en primarias en Aguascalientes, hasta su jubilación en 1986.  
También fue invitado a dar clases de deporte a la Escuela Normal del Estado siendo Directora del Plantel Conchita Maldonado, en una época en que el deporte femenil no era bien visto por la sociedad y mucho menos el básquetbol por tratarse de un deporte de contacto. Junto con sus hermanos Primitivo, Rodolfo y Roberto y además con los profesores Jorge García Colon, Raúl Rodríguez, Edmundo Esparza comenzaron a dar clases de basquetbol en esa Institución a partir de 1946 hasta 1954; tiempo en el que se logró formar jugadoras que participarían con la selecciones del estado en campeonatos nacionales en primera y segunda fuerza, eran temidas en el país por la calidad deportiva y la garra que imprimían en sus participaciones. En el estado de Aguascalientes eran famosos sus torneos de la escuela Normal del Estado de Aguascalientes, se llenaba la cancha para presenciar los juegos.
Además Fue invitado a trabajar en el Instituto Autónomo de Ciencias hoy Universidad Autónoma de Aguascalientes de 1960 a 1983 desde sus inicios en la secundaria y preparatoria y más tarde promotor deportivo de la misma de 1960 a 1967. Dirigió a las selecciones en los juegos intersecunadrios y por muchos años fueron campeones invictos en estos torneos. 
Fue miembro del Honorable Consejo Directivo del IACT de 1965 al 67.
Tomo cursos de mejoramiento Profesional en la escuela Nacional de Educación Física siendo Director de la Escuela el Prof. Ignacio Rodríguez Vallarta en el año de 1965.

## Funcionario
En 1945 es nombrado director Federal de educación Física y Director del Departamento de Educación Física del Gobierno del Estado y ocupando los dos cargos hasta el año de 1957 durante este periodo se construyó la cancha del estado, el parque de béisbol Romo Chávez, el campo de fútbol en el estadio municipal, Casa de la Juventud, canchas de básquetbol del Encino y Guadalupe en estos populares barrios. 
Con relación al estadio municipal Eugenio Carreón junto con su hermano Ignacio solicitaron personalmente al entonces presidente de México General Lázaro Cárdenas su apoyo para las actividades deportivas de la ciudad de Aguascalientes, y el presidente dono 30,000,000.00 (treinta millones de pesos) para la construcción del estadio municipal. Que fue construido y utilizado para pruebas de Atletismo y fútbol.  

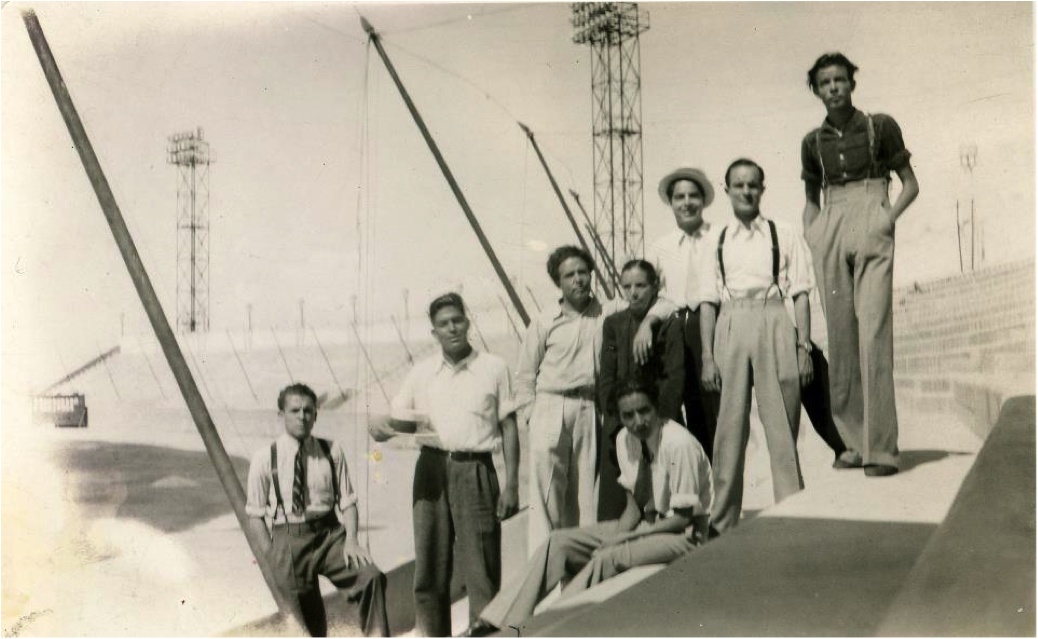
Parque Romo Chávez aquí con sus hermanos y su mama

Durante su participación como Director del departamento de educación física del estado se formó en 1946 al honorable colegio de árbitros estatales en basquetbol y béisbol. 
Organizó los desfiles deportivos del 20 de noviembre, aniversario de la revolución mexicana de 1945 a 1957. 
En lo que se refiere a la organización del básquetbol fue presidente de la Asociación Estatal Mixta de Básquetbol de 1945 al 1956 en ese lapso se realizaron once campeonatos nacionales, siete varoniles y cuatro femeniles de primera y segunda fuerza.  
Fue promotor deportivo del INJUVE más tarde C.R.E.A y hoy Instituto Aguascalentense del deporte, desde 1960 hasta 1987. Durante este periodo se promovió el deporte en todas las disciplinas. Atletismo, básquetbol, voleibol, futbol, béisbol, Natación, arquería, gimnasia, halterofilia y Fisicoculturismo. 
Subdelegado de la Confederación Deportiva Mexicana en Aguascalientes de 1945 a 1987  
Presidente de la Honorable Unión Deportiva del Estado de Aguascalientes de 1964 a 1974 esta organización agrupaba a todas las asociaciones e instituciones deportivas contaba con más de 12,000 deportistas.

## Reconocimientos
Obtuvo la medalla Ignacio M Altamirano por parte del presidente de la república, Lic José López Portillo siendo el primer maestro de educación física de Aguascalientes que la obtiene por 50 años de servicios cuando se jubiló a los 54 años de servicio con 75 años de edad. 
Se le otorgó el premio Aguascalientes 2000 por el Fideicomiso Prof. Enrique Olivares Santana, para el fomento de la cultura en la categoría al Desarrollo al Bienestar Humano por sus aportaciones en la difusión del deporte en Aguascalientes.
La Universidad Autónoma de Aguascalientes también le otorgó reconocimiento por años de servicios.
Destacando la medalla de oro Profa. Vicenta Trujillo  por los servicios prestados a la juventud de nuestra entidad como maestro de la Institución, de manos del C.P. Humberto Martínez de León, RECTOR.
El Instituto de Educación de Aguascalientes, la Dirección de educación básica y el Departamento de Educación Física le otorgaron RECONOCIMIENTO por su trabajo, dedicación y entrega en beneficio de la educación Física de Aguascalientes. 14 de junio de 2000. de manos del Dr. Miguel Ángel Ochoa Sánchez, director general de Educación de Aguascalientes. 
En la calle galeana se le dedicó una placa que recuerda que fue su domicilio. Hoy son locales comerciales.

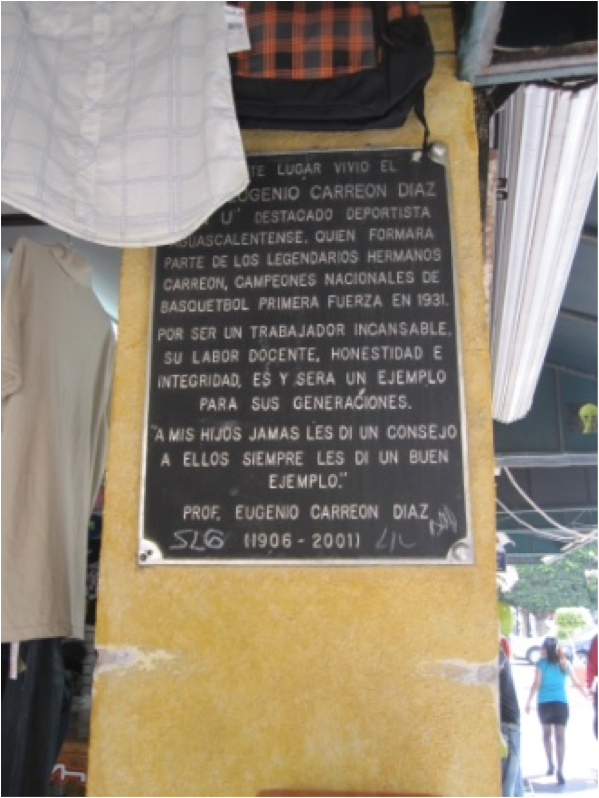
placa conmemorativa a Eugenio Carreón que recuerda que fue su domicilio

En septiembre de 1986, el Gobierno del Estado, la LII Legislatura de la Cámara de Diputados, El Consejo Estatal del Deporte, la Asocian Estatal de Basquetbol en el deporte en reconocimiento a las aportaciones deportivas de los hermanos Carreón al considerarlos como pioneros del básquetbol la cancha del deportivo cuarto centenario lleva el nombre de Hermanos Carreón.
Los últimos días de su vida la paso en familia fue un ejemplo para todos sus hijos y personas que lo trataron. Llevó una vida muy sana, murió a la edad de 93 años por un problema intestinal que le desencadenó un paro respiratorio falleciendo el primero de julio del 2001. 
Cito para concluir la palabra escrita que le dedicaron en una semblanza del boletín de la oficina de educación física del estado de Aguascalientes en junio de 2000. "Hablar del Prof. Eugenio Carreón Díaz es hacerlo de una persona que triunfo en tres aspectos fundamentales de la vida: como  persona, como profesional y como deportista. Se caracterizó por su integridad, por su conducta, por su honradez, por su honestidad y por ser un trabajador incansable, así que para finalizar podemos decir de él, que fue un ser humano como pocos han existido, es decir fue un hombre ejemplar."